# Torrevaldealmendras
Torrevaldealmendras es una pedanía perteneciente al municipio de Sigüenza, en la provincia de Guadalajara, España. Tiene una población fija de 5 habitantes según el censo del INE de 2011. Algunas de las fachadas tiene signos solares como distintivo de esta localidad.

## Historia
Hacia mediados del siglo XIX, el lugar tenía contabilizada una población de 165 habitantes. Aparece descrito en el noveno volumen del Diccionario geográfico-estadístico de España y Portugal de Sebastián Miñano y Bedoya con las siguientes palabras:

TORRE DE VAL DE ALMENDRAS [LA], L. S. de España, prov. de Guadalajara, part. y obisp. de Sigüenza, tierra del ducado de Medinaceli. A. P., 37 vec., 165 hab., 1 parr., de que es aneja la de Valdealmendras. Dista 8 leg. de la cabeza de part. Contr. con Medinaceli.
(Miñano y Bedoya, 1828, p. 21)

El municipio de Torre de Valdealmendras desapareció de cara al censo de España de 1960, al incorporarse al de Sigüenza.

## Demografía
| Gráfica de evolución demográfica de Torre de Valdealmendras entre 1842 y 1950 |
| |
| Población de derecho según los censos de población del INE Población de hecho según los censos de población del INEEntre el censo de 1857 y el anterior, crece el término del municipio porque incorpora a Valdealmendras Entre el censo de 1960 y el anterior, este municipio desaparece porque se integra en el municipio Sigüenza |